# Bix Beiderbecke

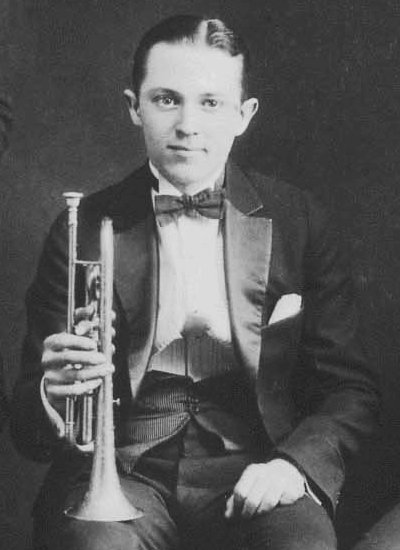
Bix Beiderbecke (1924)

Leon „Bix“ Beiderbecke (* 10. März 1903 in Davenport, Iowa; † 6. August 1931 in Sunnyside, Queens, New York City; angeblich Leon Bismarck Beiderbecke, der Rufname Bix leitet sich von seinem zweiten Vornamen – dem Namen seines Vaters – ab) war ein US-amerikanischer Jazzmusiker und Kornettist.

## Leben
Beiderbecke stammte aus einer wohlhabenden und musikalischen Familie mecklenburgischer Herkunft und erlernte bereits mit vier Jahren das Klavierspiel nach dem Gehör. Das Erlernen der Notenschrift verweigerte er lange, was ihm während seiner Karriere häufig Probleme bereitete, da ihm die Musikergewerkschaft AFM aufgrund seiner bis 1923 fehlenden „Musikerprüfung“ oft keine Arbeitserlaubnis (Union Card) erteilte. Sein Interesse für das Kornett führte dazu, dass er sich das Spiel auf diesem Instrument durch Selbststudium beibrachte. Als Fünfzehnjähriger spielte Beiderbecke zu einem Grammophon die Kornettsoli Nick LaRoccas von der Original Dixieland Jass Band nach. Im gleichen Jahr hörte er wahrscheinlich Louis Armstrong, als dieser während eines Engagements auf einem Mississippi-Dampfer in Davenport Station machte.
Zur beruflichen Ausbildung schickten ihn seine Eltern auf das Internat Lake Forest Academy in der Nähe von Chicago, wo er jedoch hauptsächlich seiner Leidenschaft für die Musik beim Spiel in den verschiedenen Jazzkapellen der Musikszene in Chicago nachging und deshalb 1922 von der Schule verwiesen wurde. Er begann ein unstetes Leben als Berufsmusiker.

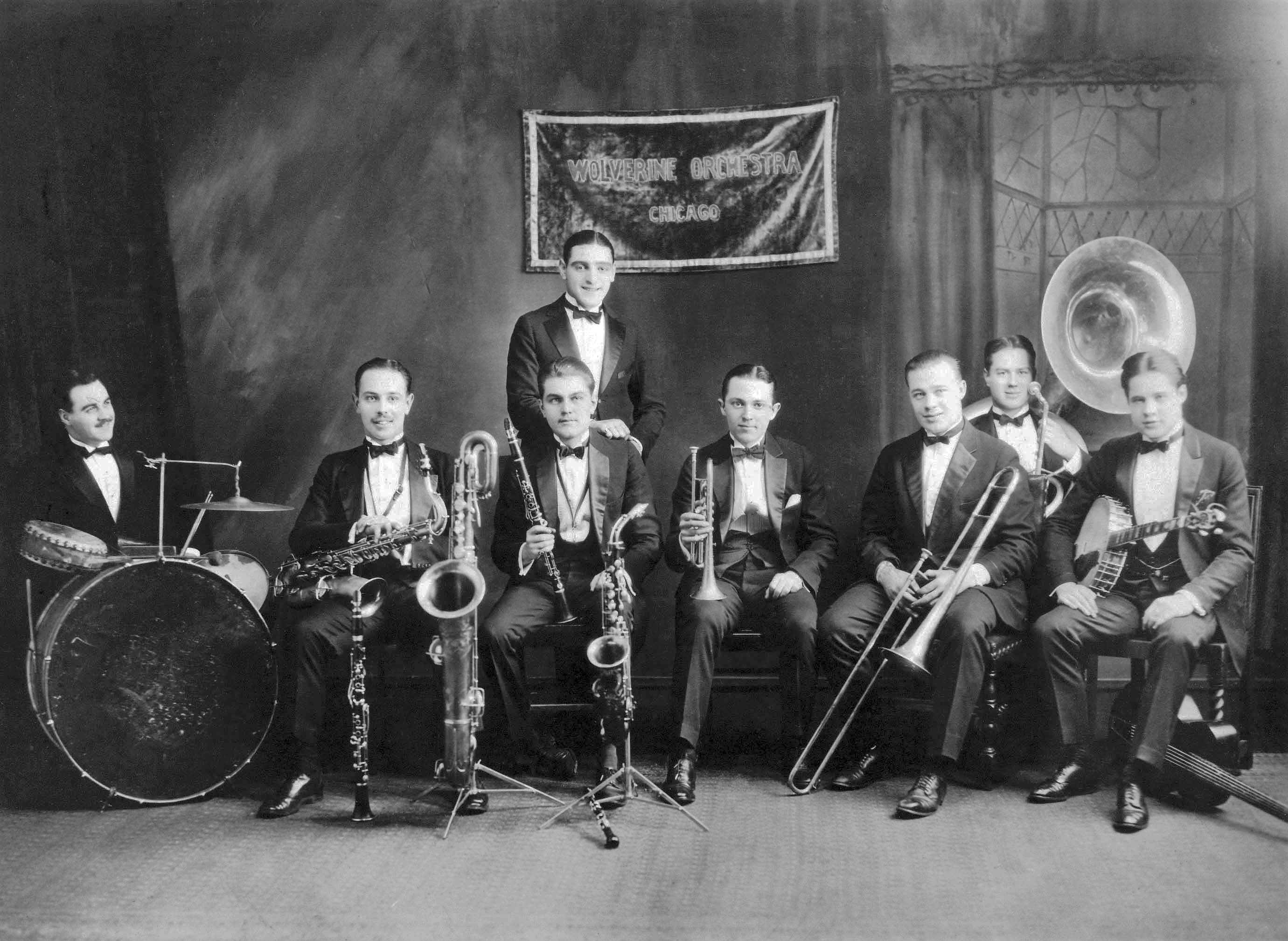
The Wolverines mit Bix Beiderbecke (Vierter von rechts)

Ab Ende 1923 war er der wichtigste Musiker in der Gruppe The Wolverines, mit der er auch erste Platten aufnahm. 1925 war er Mitglied im Orchester von Charlie Straight, jammte aber nebenbei mit zahlreichen Jazzbands. So spielte er unter anderem mit Jimmie Noone, King Oliver, Louis Armstrong und Bessie Smith. Nach einem Jahr in St. Louis bei Frank Trumbauer (mit dem er seinen legendären Hit „Singing the Blues“ aufnahm) ging er mit diesem nach Detroit zu dem von Jean Goldkette geleiteten ersten sinfonischen Jazzorchester. Dieses Orchester hatte jedoch keinen kommerziellen Erfolg und wurde 1928 aufgelöst. Die Mehrzahl der Musiker, so auch Beiderbecke, wechselte zu Paul Whiteman.

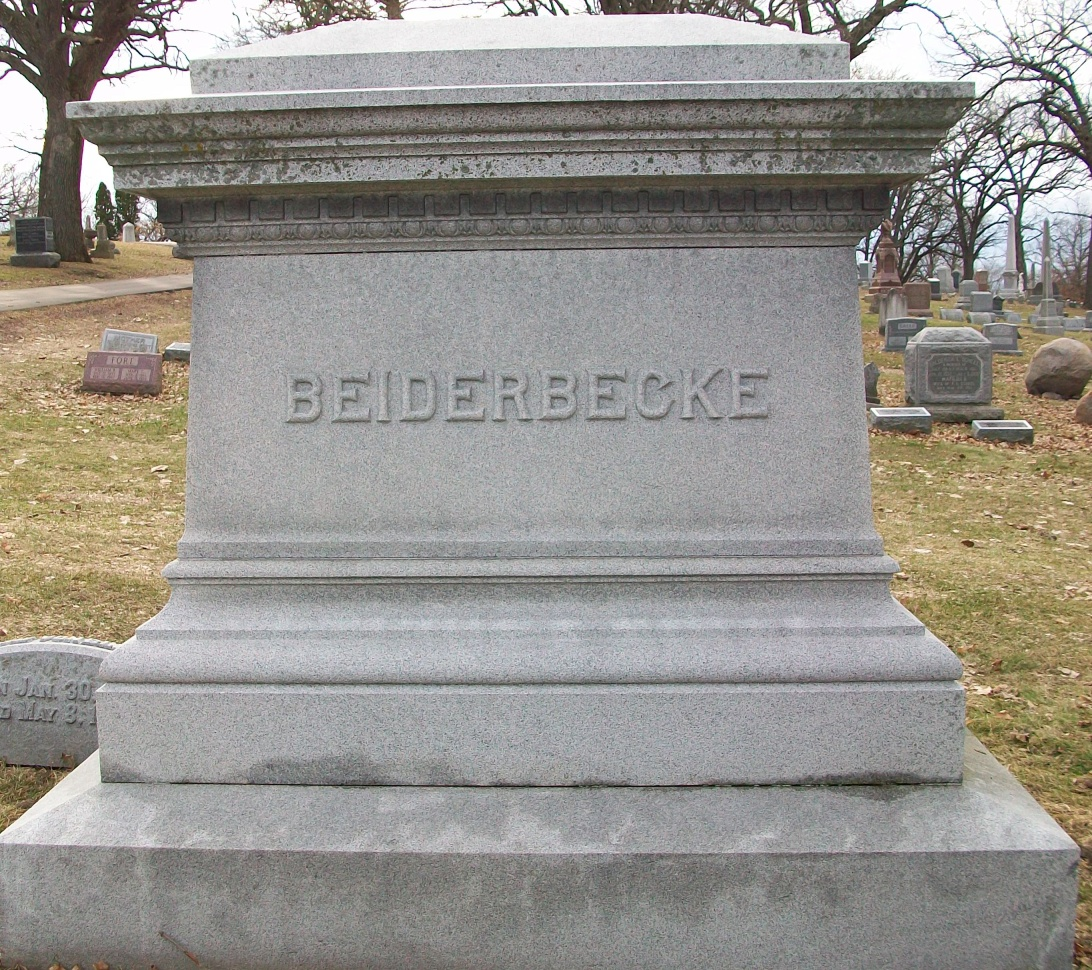
Beiderbeckes Grab in Iowa

Bei Whiteman traf er auf die bekanntesten euroamerikanischen Jazzmusiker seiner Zeit wie Jimmy und Tommy Dorsey, Bing Crosby, Jack Teagarden und Eddie Lang. In dieser Zeit nahm Beiderbecke auch mit einer kleinen Studio-Formation, die er Bix and his Gang nannte, eine Reihe von historisch bedeutsamen Jazzplatten auf. Beiderbecke war Starsolist in Whitemans Orchester, aber seine Möglichkeiten waren innerhalb der pompösen Arrangements für großes Orchester eingeschränkt.
Zunehmend machten sich jetzt die Folgen seiner Alkoholabhängigkeit bemerkbar. Er fiel immer häufiger wegen Krankheit aus und musste sich 1929 einer Entziehungskur unterziehen, zu der ihm Whiteman einen bezahlten Urlaub gewährte, doch Beiderbecke kehrte nicht mehr in das Orchester zurück. Im darauf folgenden Jahr hatte er noch ein paar Engagements in New Yorker Jazz-Kapellen, konnte jedoch privat und beruflich nirgends mehr Fuß fassen. 1931 erkrankte er an einer Lungenentzündung, die zu seinem Tode führte.

## Bedeutung
Beiderbecke war einer der bedeutenden und einflussreichen weißen Jazzmusiker der 1920er Jahre und einer der wichtigsten Vertreter des Chicago-Jazz. Seine Improvisationen waren geprägt durch eine Mischung aus lyrischer Phrasierung und – verglichen mit den meisten Jazzmusikern der Epoche – einer starken emotionalen Zurückhaltung, die ihn zu einem Vorläufer des Cool Jazz machte. Legendär war der reine, klare Ton seines Kornettspiels. Zahlreiche Aufnahmen dokumentieren sein auch für einen Jazzmusiker fortschrittliches Harmonieverständnis, das den Einfluss impressionistischer und zeitgenössischer Musiker wie Debussy, Ravel und Strawinsky verrät. Ein eindrucksvoller Beleg für sein Spiel ist das Solo auf Singing the Blues. Beiderbecke schuf auch eine Reihe von Klavierkompositionen (am bekanntesten: In A Mist), die ein befreundeter Arrangeur für ihn aufschrieb.

## Nachwirkung
Beiderbeckes Kornettspiel hatte großen Einfluss auf viele Jazztrompeter. Deutlich ist diese Wirkung zu hören bei Red Nichols, Bunny Berigan und Bobby Hackett. Mit dem auch von moderneren Jazzmusikern wie z. B. Dizzy Gillespie hochgeschätzten Hackett, der selbst großer Armstrong-Bewunderer war, aber in dessen Spielweise die Beiderbecke-Einflüsse überwiegen, ergibt sich die stilistische Verbindung zu der lyrischen, balladesken Trompetenspielweise eines Chet Baker, Miles Davis oder Woodie Shaw. Obwohl das Kornett im Jazz in der zweiten Hälfte der 1920er Jahre zunehmend von der Trompete verdrängt wurde, blieb Beiderbecke seinem Instrument treu, da es seinem unorthodoxen Spiel und Ausdruck besser entsprach. Damit legte er auch den Grundstein für das „Überleben“ des Kornetts als Instrument in der Jazzmusik. Beiderbecke, der das Kornettspiel als Autodidakt erlernte, benutzte unübliche Griffkombinationen für die Ventile. Diese Spieltechnik („false fingering“), die aufgrund einer leicht unterschiedlichen Stimmung einen Teil der Eigentümlichkeit seines Spieles ausmachte, wird bis heute kopiert. Auch zeitgenössische Musiker wie Franz Koglmann sehen in Beiderbecke eine Inspirationsquelle.

## Diskographische Hinweise
Beiderbeckes Schallplattenwerk aus der Schellack-Ära ist auf Alben der Firma Classics dokumentiert.
Weitere aus seiner Diskographie herausragende Alben sind:
- Bix Beiderbecke and the Wolverines (Timeless, 1924)
- Volume 1: Singin’ the Blues (Columbia, 1927, ed. 1990)
- Volume 2: At the Jazz Band Ball (Columbia, 1927/28, ed. 1990)
- Bix and Tram (JSP, 1926–1929)
- The Complete Okeh and Brunswick Bix Beiderbecke, Frank Trumbauer and Jack Teagarden Sessions 1924-36 (Mosaic – 2001) 7 CDs u. a. mit Miff Mole, Jimmy Dorsey, Eddie Lang, Adrian Rollini, Joe Venuti, Pee Wee Russell, Bing Crosby, Eddie Miller, Ray Bauduc, Matty Matlock, Fats Waller, Charlie Teagarden, Rod Cless, Bud Freeman, Benny Goodman, Johnny Mince, Artie Shaw